# Polish Hill
Polish Hill (polski: Polskie Wzgórze) – osiedle znajdujące się w amerykańskim mieście Pittsburgh w stanie Pensylwania.

## Historia
Począwszy od roku 1885, polscy emigranci zaczęli się osiedlać na Herron Hill w Pittsburghu. W końcu tak wielu imigrantów osiedliło się tam, że obszar ten został przemianowany na Polish Hill. W 1897 na osiedlu zbudowano Kościół Niepokalanego Serca Maryi (Immaculate Heart of Mary Church), jeden z największych i najstarszych kościołów Pittsburgha.